# Pierre Louis de Maupertuis

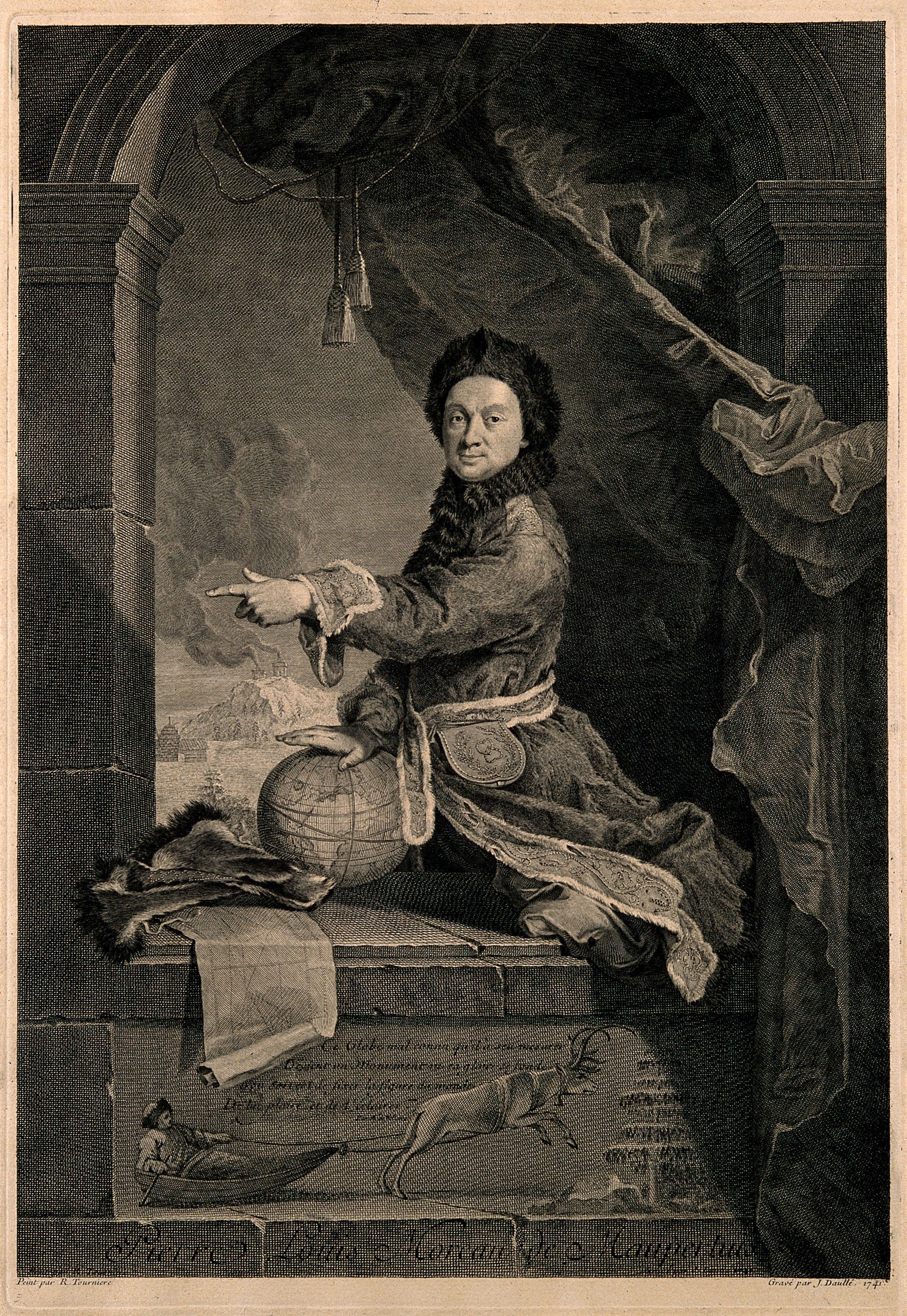
Pierre Louis Maupertuis in dikke Laplandse bontkraag

Pierre Louis Moreau de Maupertuis (Saint-Malo, 7 juli 1698 - Bazel, 27 juli 1759) was een Frans wiskundige, astronoom, natuurvorser en filosoof in de tijd van de Verlichting. Hij is vooral bekend van de ontdekking van het principe van de kleinste werking, maar bestudeerde ook de vorm van de Aarde en was mogelijk tot het inzicht gekomen van natuurlijke selectie, meer dan een eeuw voor Darwins evolutietheorie.

## Levensloop en werk
Maupertuis groeide op in een Normandische familie van handelaren en piraten. Hij kreeg van een privéleraar onderricht in wiskunde. Nadat hij zijn studie afgerond had regelde zijn vader een voornamelijk ceremoniële aanstelling in de ruiterij voor hem. Hier kwam hij in aanraking met de sociale en wetenschappelijke elite, contacten die hem van pas kwamen toen hij drie jaar later de ruiterij de rug toekeerde. Hij trok daarna naar Parijs om zijn reputatie als schrijver en wiskundige te vestigen. In 1723 werd hij toegelaten tot de Académie des Sciences. In 1728, tijdens een bezoek aan Londen werd hij gekozen tot buitenlands fellow van de Royal Society.

### Mechanica en geodesie
Maupertuis vroege werk focuste vooral op de vis viva-controverse. Hij was een voorstander van het werk van Isaac Newton (1643-1727) en geloofde niet in de oudere mechanica van René Descartes (1596-1650). Newtons werk was destijds buiten Engeland nog niet algemeen geaccepteerd, vooral vanwege de tegenstand van Johan Bernoulli (1667-1748), een vriend en volgeling van Leibniz. Vanwege Bernoulli's reputatie was er enige moed voor nodig tegen hem in te gaan. Rond 1730 concentreerde het debat tussen de twee systemen voor mechanica zich op de vorm van de Aarde. Maupertuis beredeneerde aan de hand van Newtons mechanica dat de Aarde de vorm van een afgeplatte sferoïde moet hebben. Zijn tegenstander was de astronoom Jacques Cassini (1677-1756), die aan de hand van astronomische metingen dacht dat de Aarde juist een uitgerekte vorm had, als van een sigaar.
In 1736 stuurde de Franse koning de Franse geodetische missie onder leiding van Maupertuis naar Lapland om de lengte van een booggraad van de meridiaan te meten. Uit de metingen zou Maupertuis' gelijk blijken over de vorm van de Aarde. Hij publiceerde het werk van de expeditie in 1738 in een boek waarin naast de resultaten van de metingen ook een avontuurlijk geschreven reisverslag en een beschrijving van de Käymäjärvi-inscripties stonden. Maupertuis was zeer trots op het werk van de expeditie, dat onder moeilijke omstandigheden gedaan was. Hij droeg na terugkomst daarom vaak traditionele Laplandse kleding.

### Biologie
Na de Lapland-expeditie begon Maupertuis zijn eerdere werk over mechanica samen te vatten. Hij formuleerde daarbij het principe van de kleinste werking als achterliggend principe voor alle wetten van de mechanica. Tegelijkertijd publiceerde hij in 1745 anoniem een boek over biologie, Vénus physique, waarin hij een hypothese over voortplanting uiteen zette. Hij stelde dat organisch materiaal een zelforganiserende intelligentie had, analoog met de op dat moment in de scheikunde geaccepteerde ideeën over affiniteiten. Het boek was populair en trok onder andere de aandacht van Georges Louis Leclerc de Buffon (1707-1788), die een aantal jaren later zijn eigen ideeën over de ontwikkeling van het leven zou publiceren. Maupertuis zou zijn ideeën over voortplanting en later verder uitwerken. Hij onderzocht bijvoorbeeld erfelijkheid en concludeerde dat organismen zowel eigenschappen van de vader als van de moeder kunnen erven. Ook benaderde hij natuurlijke variatie met statistiek.

### Pruisische tijd

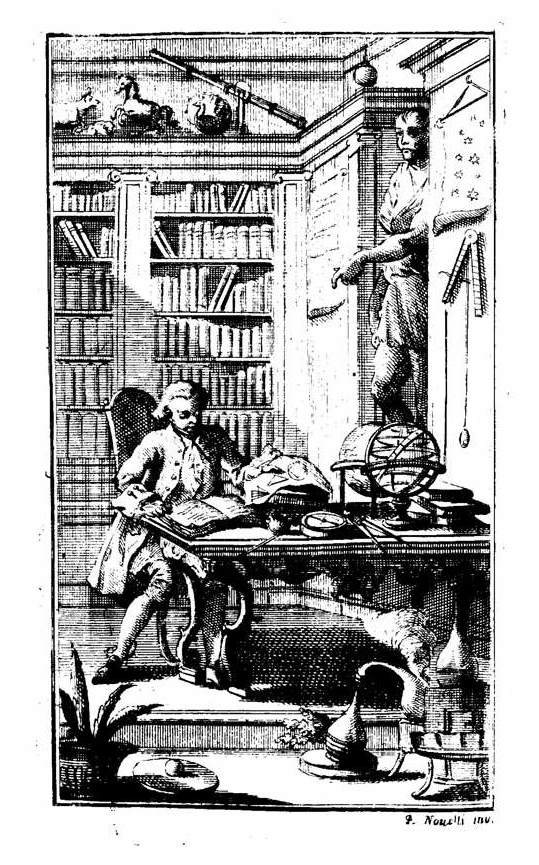
Lettres

In 1740 werd Maupertuis op voordracht van Voltaire uitgenodigd door koning Frederik II van Pruisen om naar Berlijn te komen. Hij nam tijdens de Oostenrijkse Successieoorlog deel aan de slag bij Mollwitz en werd daarbij gevangengenomen door de Oostenrijkers. Na vrijgelaten te zijn keerde hij terug naar Parijs, waar hij in 1742 directeur werd van de Académie des Sciences. In 1743 werd hij toegelaten tot de Académie française. In 1744 keerde hij op wens van Frederik II terug naar Berlijn, waar hij in 1746 tot president van de Koninklijke Pruisische Academie van Wetenschappen gekozen werd, die hij met hulp van Leonhard Euler tot 1753 bestuurde. Hij werd in die tijd bekritiseerd door de wiskundige Samuel König (1712-1757), die stelde dat Maupertuis' principe van de kleinste actie eigenlijk volgde uit het werk van Leibniz. Toen Maupertuis König van domheid betichtte, mengde ook Voltaire zich in de ruzie ten gunste van König.
Door het uitbreken van de Zevenjarige Oorlog tussen Frankrijk en Pruisen zou Maupertuis in een moeilijke situatie terechtkomen. In beide landen stond zijn persoon onder kritiek. In 1757 trok hij zich vanwege zijn slechter wordende gezondheid terug in Zuid-Frankrijk. In 1758 trok hij naar Bazel, waar hij in 1759 stierf.

## Publicaties
- La Figure de la Terre, déterminée par les Observations de Messieurs Maupertuis, Clairaut, Camus, Le Monnier & de M. l’Abbé Outhier, accompagnés de M. Celsius, faites par ordre du Roy au Cercle Polaire, par M. Maupertuis (1738)